# Verwaltungsgemeinschaft Gernrode/Harz
In de voormalige verwaltungsgemeinschaft Gernrode/Harz in de Landkreis Harz werkten aanvankelijk vijf gemeenten samen in het vervullen van hun gemeentelijke taken.
De verwaltungsgemeinschaft werd opgericht op 1 januari 1994 en bestond uit vijf gemeenten. Op 23 november 2009 verlieten de gemeenten Friedrichsbrunn en Stecklenberg de verwaltungsgemeinschaft en gingen op in de stad Thale. De drie overgebleven gemeenten Bad Suderode, Gernrode en Rieder werden op 1 januari 2011 geannexeerd door de stad Quedlinburg en werd de verwaltungsgemeinschaft opgeheven. Op 19 februari 2013 verklaarde de rechter de annexatie vanwege een vormfout in strijd met de wet en hief deze op.
Nadat de gemeente Rieder op 1 december 2013 alsnog werd opgeheven en onderdeel werd van Ballenstedt en op 1 januari 2014 Bad Suderode en de stad Gernrode, werd de verwaltungsgemeinschaft alsnog opgeheven.

## Deelnemende gemeenten
- Bad Suderode (tot 1 januari 2014)
- Friedrichsbrunn (tot 23 november 2009)
- stad Gernrode (tot 1 januari 2014)
- Rieder (tot 1 december 2009)
- Stecklenberg (tot 23 november 2009)